# Ivan Setjenov

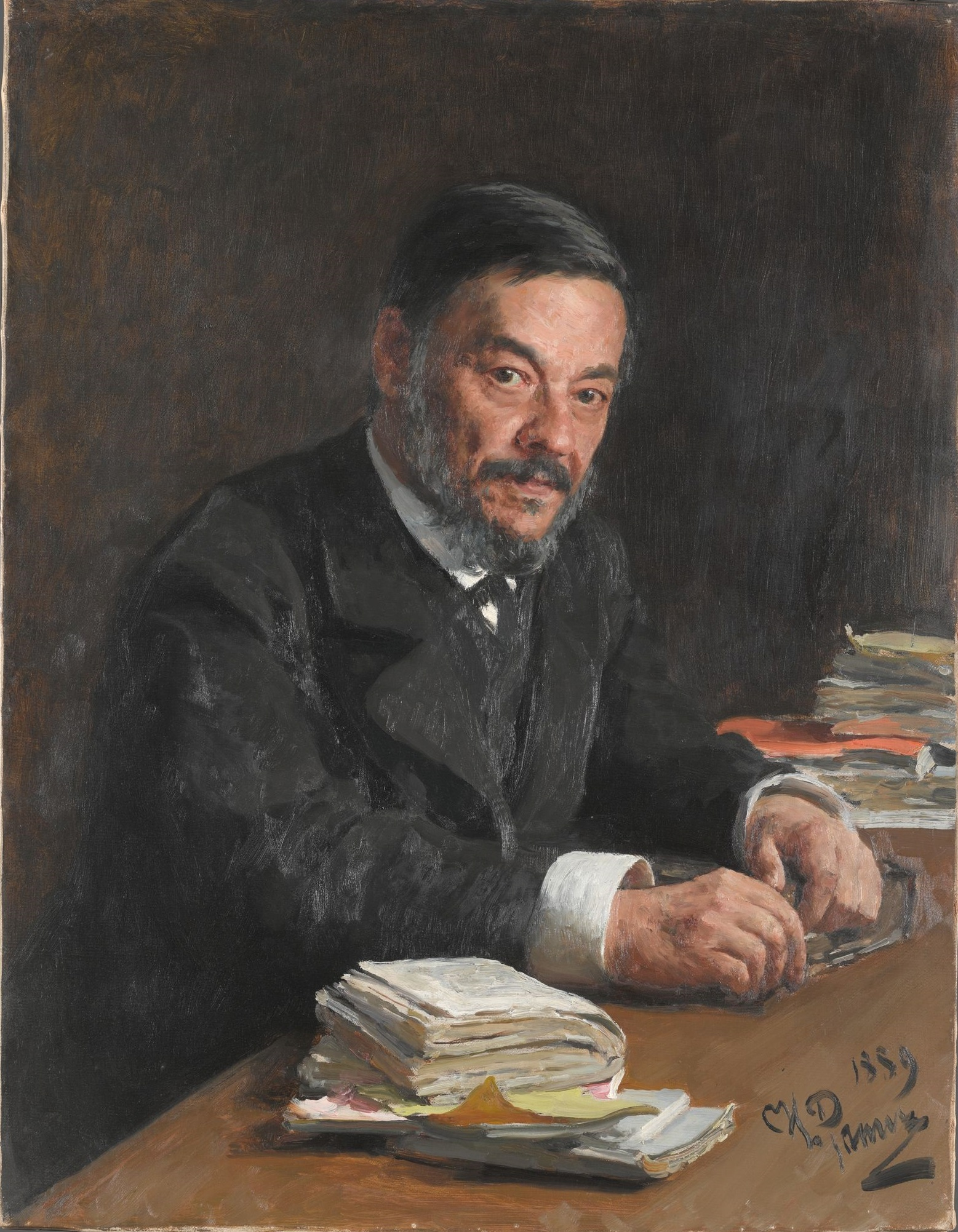
Ivan Setjenov, målning av Ilja Repin

Ivan Michajlovitj Setjenov (ryska: Иван Михайлович Сеченов), född 13 augusti (gamla stilen: 1 augusti) 1829 nära Simbirsk, död 15 november (gamla stilen: 2 november) 1905 i Moskva, var en rysk fysiolog.
Setjenov var ett par år sappörofficer, påbörjade 1850 medicinska studier och avlade 1856 läkarexamen, studerade under de bästa lärares ledning fysiologi i Tyskland och Österrike, disputerade för doktorsgraden 1860 samt blev samma år adjunkt och några år senare ordinarie professor i fysiologi vid militärmedicinska akademien i Sankt Petersburg. Därifrån kallades han 1870 till universitetet i Odessa samt var fysiologie professor 1876-88 vid Sankt Petersburgs universitet (fysisk-matematiska fakulteten) och 1891-1901 i Moskva.
Setjenov var en mycket framstående forskare, och han utförde särskilt inom läran om blodets gaser samt beträffande reflexverksamheten arbeten av stort värde. Han införde även i Ryssland den moderna fysiologin, elektro- och neurofysiologi, dess åskådningssätt och arbetsmetoder, och ett stort antal av de ryska fysiologerna under senare delen av 1800-talet var hans direkta lärjungar.
Genom populära skrifter försökte Setjenov sprida intresset för sin vetenskap, och ännu efter det han upphört att undervisa vid universitetet, fortsatte han att verka som lärare i kurser för arbetare. Han hade även stort intresse för den högre kvinnobildningen och var den förste, som i Ryssland medgav kvinnor tillträde till ett universitetslaboratorium.

## Övrigt
Asteroiden 5234 Sechenov är uppkallad efter honom.